# Anderson Henriques
Anderson Freitas Henriques (né le 3 mars 1992 à Caçapava do Sul) est un athlète brésilien, spécialiste du 400 m.
Il remporte la médaille d'or lors des Championnats d'Amérique du Sud juniors à Medellín. Il termine à 1/100e de Vladimir Krasnov lors de l'Universiade à Kazan.
Le 11 août 2013, il bat son record personnel sur 400 m en 44 s 95 lors des séries des Championnats du monde à Moscou. Il remporte le titre lors des Championnats ibéro-américains 2014 et des Jeux sud-américains de 2014 avec le record des championnats.